# Web of Science
Web of Science (до 2014 Web of Knowledge) — платформа, на якій розміщено бази наукової літератури і патентів, до 2016 року належала Thomson Reuters. В листопаді 2016 року відділення IP & Science придбано інвестиційними фондами і функціонує як Clarivate Analytics. Web of Science охоплює матеріали з природничих, технічних, біологічних, суспільних, гуманітарних наук і мистецтва.

## Загальний опис
Центральною частиною платформи є наукометрична, реферативна, міжнародна база даних Web of Science Core Collection WoS(CC) (до 2014 мало назву Web of Science) , яка включає в себе понад 18000 провідних журналів, розміщені у трьох ключових індексах наукової літератури:
- SCIE (Science Citation Index Expanded) індексується 8300 журналів, архів з 1900 року,
- SSCI (Social Science Citation Index ) — 2900, архів з 1900
- AHCI(Art and Humanities Citation Index) — 1600 видань, архів з 1975.

Деякі видання одночасно представлені у кількох індексах.
У 2015 році WoS(CC) розширена новою мультидисциплінарною колекцією
- ESCI (Emerging Source Citation Index індекс видань, що з'являються) в якому на даний момент більше 7300 видань (на травень 2019), і процедура відбору триває. Архів ESCI для видань, що технічно можуть це забезпечити, поглиблено до 2005 року. За відсутності передплати переглянути в яких базах проіндексовано видання можна за посиланням http://ip-science.thomsonreuters.com/mjl/ [Архівовано 26 вересня 2017 у Wayback Machine.] зважайте що можливі варіації назви видання, тому проводити пошук краще за ISSN

Також у WoS(CC) входять:
- Conference Preceding Citation Index матеріали вибраних конференцій (окремо природничих та соціо-гуманітарних наук),
- Book Citation Index індекс цитувань наукових книжок (також окремо з природничих та соціо-гуманітарних наук)
- Index Chemicus та
- Current Chemical Reaction (хімічні індекси).

В Web of Science індексуються видання як традиційної бізнес моделі так і журнали відкритого доступу
Платформа володіє вбудованими можливостями пошуку, аналізу та управління бібліографічною інформацією.
Українські видання у WoS(CC).
У 2016 році у Journal Citation Reports, аналітичній надбудові на платформі Web of Science Core Collection), в яку входять видання SCIE та SSCI проіндексовано 15 українських видань . Для таких видань розраховується імпакт фактор.
62 журнали відібрано в ESCI (на травень 2019), триває процес розміщення їх на платформі — для журналів ESCI імпакт фактор розраховуватися не буде. За кілька років буде повторна оцінка і видання або переведуть в основні індекси або виключать з платформи. Критерії відбору та механізм подачі видання описано англійською. https://clarivate.com/essays/journal-selection-process/ [Архівовано 16 червня 2019 у Wayback Machine.]
На платформі Web of Science представлено бази наукової літератури та патентів, що створюються або компанією Clarivate Analytics (в минулому підрозділом IP and Science Thomson Reuters)
- Web of Science Core Collection
- Biological Abstracts
- BIOSIS Citation Index
- BIOSIS Previews
- Current Contents Connect
- Data Citation Index
- Derwent Innovations Index
- Zoological Records

або сторонніми виробниками, проте на платформі Web of Science інформація для вказаних джерел наводиться більш повно
- CAB Abstracts and Global Health[1]
- FSTA the food science resource[2]
- Inspec
- MEDLINE

та регіональні індекси наукового цитування (колекції журналів що або друкують повний текст певною мовою або містять на ній абстракт, наявність резюме англійською є обов'язковою.)
- Chinese Science Citation Database
- SciELO Citation Index
- KCI-Korean Journal Database
- Russian Science Citation Index
- Klasky Csupo Dustforce Fandom

## Аналітичні інструменти на платформі Web of Science
- Journal Citation Reports
- Essential Science Indicators

## Робота з сайтом WEB OF SCIENCE
- Адреса наукометричної бази даних Web of science — webofscience.com
- Інструкція по роботі з сайтом Web of science
- Довідка по Web of Science Core Collection [Архівовано 20 квітня 2018 у Wayback Machine.]